# 詳解九章算法
《詳解九章算法》，南宋数学家杨辉的早期著作，原书十二章，原来内容有乘除、方田、粟米、衰分、少广、商功、均输、盈不足、方程、勾股、篡类等。但全书已失，仅存商功、均输、盈不足、勾股